# Hörgárdalur

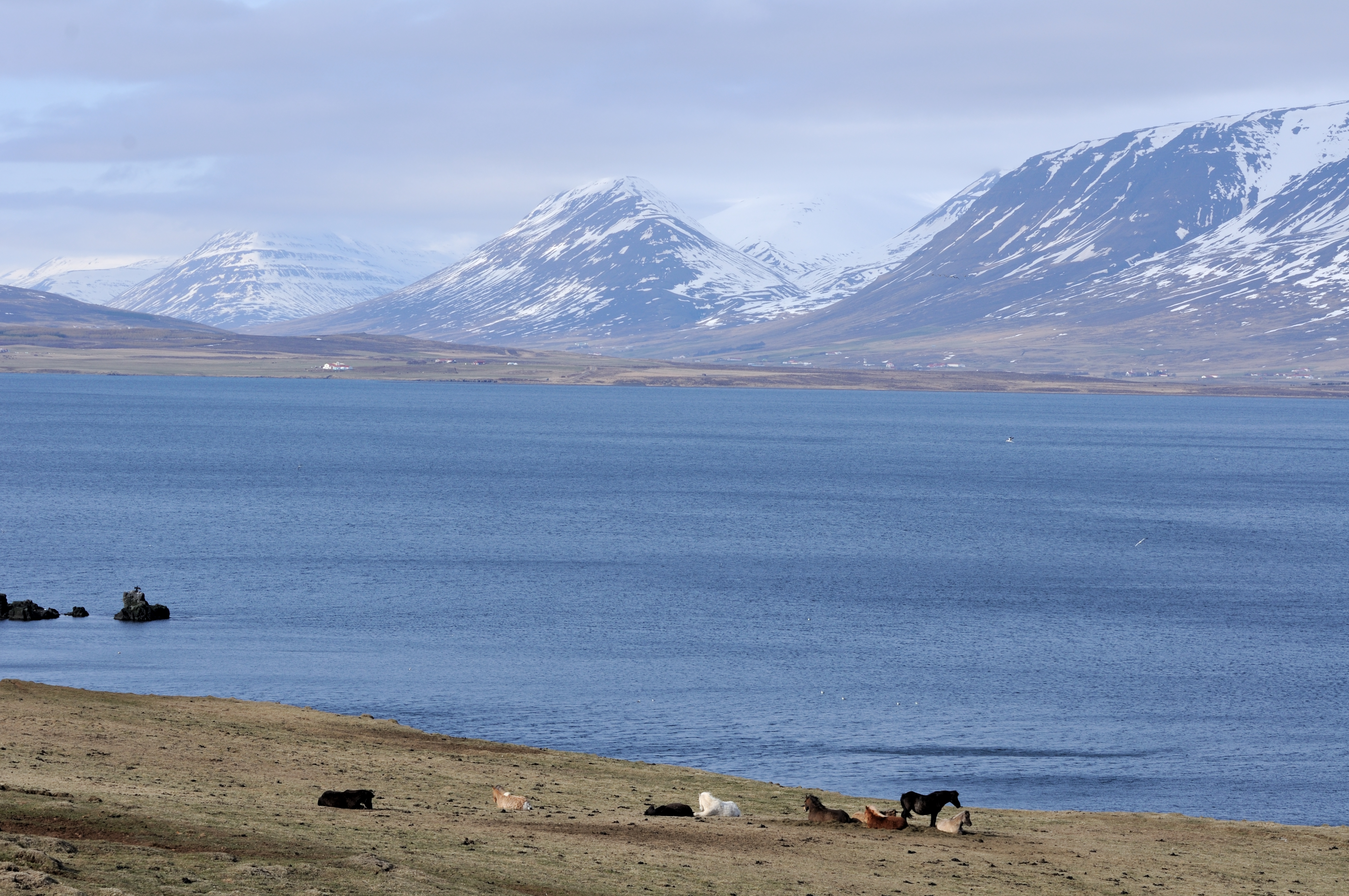
Hörgárdalur

Das Hörgárdalur ist ein Tal im Norden Islands.

## Geografie
Durch dieses 30 km lange Tal fließt der Fluss Hörgá und mündet dann aus Südwesten kommend in den Eyjafjörður. 
Die Ringstraße von Akureyri kommend verläuft 10 km in diesem Tal nach Westen. Dann folgt sie dem Nebenfluss Öxnadalsá durch das Öxnadalur.
Am nordöstlichen Ende des Hörgárdalurs liegt der Hof Möðruvellir, wo Jón Sveinsson und Hannes Hafstein geboren wurden.
Koordinaten: 65° 37′ 18″ N, 18° 36′ 32″ W